# الطريق إلى فرنسا
الطريق إلى فرنسا (بالفرنسية: Le Chemin de France)‏، (بالإنجليزية: The Flight to France)‏ هي رواية من تأليف الروائي جول فيرن صدرت عام 1887.